# Moyses Márton
Moyses Márton (Sepsiszentgyörgy, 1941. április 20. – Barót, 1970. május 15.) romániai magyar egyetemi hallgató, a kommunista diktatúra mártírja.

## Élete
Családja édesanyja szülőfalujában, Nagyajtán telepedett le. Baróti diákként 1956. november 12-én a magyarországi forradalom idején, három társával (Józsa Árpád Csaba, Bíró Benjamin, Kovács János) megpróbált átjutni Magyarországra, hogy a forradalmárokhoz-szabadságharcosokhoz csatlakozzanak. Józsa és Bíró átjutottak, de csak Debrecenig értek el, ahol magyar családok fogadták be őket, és 1957 márciusáig ott is tanultak-dolgoztak.  
1957 március idusán a román és a magyar politikai rendőrség azonosította, és kiadta a román hatóságoknak, Nagyváradon pedig a katonai törvényszék tiltott határátlépésért 3-3 év letöltendő börtönre ítélte őket. Moyses és Kovács eltévedtek a határon, és így kénytelenek voltak visszafordulni. Moyses Márton a marosvásárhelyi Bolyai Farkas Kollégiumban érettségizett 1959-ben, majd egy év múlva bejutott a kolozsvári Babeș-Bolyai Tudományegyetem Bölcsészkarára. Elsőéves egyetemi hallgató volt, amikor 1960. november 22-én letartóztatták. 
Az 1956-os forradalom idején tanúsított kiállásáért, a kommunista diktatúra túlkapásait nyíltan bíráló magatartásáért, a közben kiderült határátlépési kísérletéért indítottak ellene eljárást, miután egy Babits Mihály fedőnevű securitatés besúgó révén elegendő terhelő adalékot szereztek róla. Letartóztatásakor „Holnap forradalom”, „Szomorú beszéd magamról (Barátomnak)” , „Igaz emberséggel ölni" és „Beszéd meg-meggyilkoltakhoz” című verseit találták meg nála, ugyanakkor a barátjával, a facsádi (Bánság) Szokoly Elekkel folytatott levelezését is felhasználták ellene (Szokoly-féle per).  
Moyses első fokon hétévi, majd a fellebbezést követően jogerősen kétévi letöltendő börtönbüntetést kapott, amit le is töltött. A kolozsvári börtönben 1962. szeptember 28-án, szűk két hónappal a szabadulása előtt, vélhetően azért, hogy ne tudjanak vallomást kicsikarni belőle, egy cérnadarabbal részben levágta saját nyelvét, amiért a börtönorvos a kolozsvári I. számú sebészeti klinikára utalta be, ahol Moysest egy héten át antibiotikumokkal és fájdalomcsillapítókkal kezelték. 
1962. november 22-én szabadult. Nem volt költő, bár az irodalom iránti érdeklődése és tehetsége vitathatatlan volt. Tanulmányait nem folytathatta, állami munkahelyet nem kapott, a nagyajtai mezőgazdasági termelőszövetkezet napszámosaként dolgozott, miközben folklórt gyűjtött, matematikai, társadalompolitikai, atomfizikai kérdések, találmányok foglalkoztatták, de mindenütt akadályokba ütközött, elszigetelődött.
1970. február 13-án, pénteken, egy évvel Jan Palach prágai és Bauer Sándor budapesti mártírhalála után Brassóba utazott, a kommunista párt székháza elé, benzinnel leöntötte és felgyújtotta magát. Rá három hónapra, a baróti kórházban hunyt el őrizet alatt, 1970. május 15-én. (Számos oldalon tévesen május 13-a szerepel halála dátumaként.) Édesanyja szülőfalujában, Nagyajtán temették el, sírja az unitárius vártemplom melletti temetőben látható.

## Emlékezete
A család nagyajtai házán emléktábla látható. A 2005. május 15-én felavatott emléktábla az egykori pesti srácok nevében Arany Tibor ajándéka, Kiss Levente szobrászművész alkotása, Tófalvi Zoltán történész, '56-os kutató érdeme. A Magyar Unitárius Egyház nevezetes tagjai között tartja számon.
A Magyarok Világszövetsége a Honfoglalás 2000 Egyesülettel és az 56-os Magyarok Világszövetségével összefogásban 2002. november 4-én ünnepélyes megemlékezést tartott Moyses Mártonról Budapesten, a Batthyány-örökmécsesnél.